# Allianz für Assistenzhunde – Pfotenpiloten
Die Allianz für Assistenzhunde – Pfotenpiloten ist ein eingetragener gemeinnütziger Verein mit Sitz in Frankfurt. Der Verein wurde 2015 als von Interessengruppen unabhängige Organisation gegründet, um Menschen mit chronischer Beeinträchtigung mit gut ausgebildeten Assistenzhunden zu unterstützen. Pfotenpiloten setzt sich in der Öffentlichkeitsarbeit und in der Qualitätssicherung ein, und für die Zukunft ist auch eine konkreten Förderung von Assistenzhundteams geplant. Neben Pfotenpiloten soll sich auch die auf Initiative von Pfotenpiloten in Gründung befindliche Stiftung Assistenzhund für diese Ziele einsetzen. Zu den Aufgaben zählt auch die Entwicklung von Standards und nachhaltigen Strukturen im bislang wenig regulierten Assistenzhundsektor.
Unter anderem führt Pfotenpiloten die vom Bundesministerium für Arbeit und Soziales geförderte bundesweite Aufklärungskampagne Assistenzhund Willkommen durch.
Die Organisation ist der Initiative Transparente Zivilgesellschaft und dem Bundesverband Deutscher Stiftungen angeschlossen, darüber hinaus Mitglied im Social Entrepreneurship Netzwerk Deutschland.

## Ziele und Aufgaben
Langfristig konzentriert sich die Arbeit des Vereins auf drei Kernbereiche: (1.) Aufklärung der Öffentlichkeit, (2.) Qualitätssicherung und (3.) den Aufbau wirksamer Förderstrukturen.
Leitfaden von Pfotenpiloten ist das Prinzip der Unabhängigkeit. Um diese zu wahren und unparteiisch die Interessen von Assistenzhundhaltern, Assistenzhunden, Ausbildern, Öffentlichkeit und Förderern zu beachten, bildet Pfotenpiloten keine Assistenzhundteams aus und vermeidet Partnerschaften, die zu Abhängigkeiten oder Interessenskonflikten führen könnten.

## Aufklärung der Öffentlichkeit

### Zutrittskampagne „Assistenzhund willkommen“ und Dogmap
Der Verein setzt sich für die Verwirklichung des Nationalen Aktionsplans zur UN-Behindertenrechtskonvention (UN-BRK) ein. Der Verein führt zu diesem Zweck von 2019 bis Ende 2021 die bundesweite Aufklärungskampagne Assistenzhund Willkommen durch, die vom Bundesministerium für Arbeit und Soziales zur Umsetzung des Nationalen Aktionsplans 2017 unterstützt wird und durch Aufklärung dazu beitragen soll, die Zutrittsrechte von Assistenzhundteams zu verbessern. Viele hundert Assistenzhundhaltende engagieren sich aktiv in der Kampagne, was zu vielfältigen Medienveröffentlichungen geführt hat, u. a. Radiobeiträgen bei Energy Stuttgart und Radio 912 und einer Vielzahl von Artikeln.
Assistenzhunde als Hilfsmittel unterstützen nicht nur seheingeschränkte Menschen, sondern auch solche mit eingeschränkter Mobilität, Allergien, Autismus, Diabetes, Epilepsie, psychischen Störungen/PTBS, Schwerhörigkeit/Taubheit und Demenz. Insbesondere letzteren wird der Zutritt zu öffentlichen Einrichtungen oder Gaststätten häufig verwehrt, da der Assistenzhund nicht als Hilfsmittel verstanden wird. Mithilfe aufklärender Broschüren, Türaufklebern und wöchentlichen Telefonaktionen werden Geschäftsführende sensibilisiert. Erreicht wurde durch die Aktionen bereits, dass sich verschiedene Städte, Landkreise und Bundesländer der Zutrittskampagne „Assistenzhund Willkommen“ angeschlossen und sich offiziell zur „assistenzhundfreundlichen Kommune“ erklärt haben. Die Stadt Köln war dabei erste assistenzhundfreundliche Stadt.  Im Zuge der Kampagne wurden auch 250 bundesweite Geschäftsketten über Zutrittsrechte aufgeklärt, und 140 von ihnen haben die Initiative mit entsprechenden Stellungnahmen unterstützt. Viele Industrie und Handelskammern haben nach direkter Ansprache ihre Gewerbetreibenden über die Thematik aufgeklärt.
Im August 2020 wurde die begleitende „DogMap“ im Google Playstore und Apple Appstore veröffentlicht. Sie erlaubt es Assistenzhundhaltenden und Hundebesitzenden, öffentliche Orte nach den Kriterien „hundefreundlich“, „Assistenzhunde erlaubt“ bzw. „Zutrittsbarriere“ zu markieren. Ende 2020 wird die Zahl der markierten Orte voraussichtlich die 100.000-Marke überschreiten.

### Öffentlichkeitsarbeit
Die Organisation wird von einer Vielzahl aktiver Assistenzhundhaltenden unterstützt, die sich sowohl bei der Zutrittskampagne „Assistenzhund Willkommen“ als auch anderen Aufklärungsinitiativen engagieren. Rund um das Thema Zutrittsrechte gibt es großen Informationsbedarf. Pfotenpiloten stellt hierfür kostenlose Materialien zur Verfügung und trägt Informationen zusammen. Um ein umfassendes Bild über die Gesetzeslage im Assistenzhundsektor zu geben, veröffentlicht Pfotenpiloten auch eine Sammlung geltender Gesetze und Normen. Diese werden ergänzt durch die Bibliografie wissenschaftlicher Dokumente und Veröffentlichungen sowie ein Videoarchiv zu verschiedenen Assistenzhundarten.
Zur Unterstützung von Assistenzhundteams wurden eine Vielzahl von Dokumenten erarbeitet, um die Überzeugungsarbeit zu erleichtern. Veröffentlicht wurden u. a. ein Brief des Bundesministeriums für Arbeit und Soziales über die Zutrittsrechte von Assistenzhundhaltenden, ein Brief des Bundesministeriums für Ernährung und Landwirtschaft zur Einschätzung des Mitführens eines Assistenzhundes vor dem Hintergrund der Lebensmittelhygiene sowie Stellungnahmen des Instituts Schwarzkopf zur Hygiene von Assistenzhunden und der Übertragung von COVID-19 durch Haustiere.
Mit der von der „Aktion Mensch“ geförderten Ausstellung „Leben mit Assistenzhund“ bietet die Organisation der breiten Öffentlichkeit einen Einblick in das Leben von Betroffenen. Vermittelt wird nicht nur bei welchen Einschränkungen Assistenzhunde unterstützen, sondern auch wie mit Assistenzhundeteams umgegangen werden soll. Die Inhalte werden auf Deutsch, Englisch und in Gebärdensprache vermittelt und bei Bedarf wird ergänzende Assistenz angeboten. Analog fand die Ausstellung unter anderem auf dem 58. Hessentag und dem Festival of Lights statt. Ergänzend wird sie bereits digital angeboten und aktuell in eine App überführt.

## Qualitätssicherung

### Europäisches L.E.A.D. Programm
Der Verein initiierte das Projekt L.E.A.D. für die Ausbildung und Zertifizierung von Assistenzhundausbildern, das durch das EU-Programm Erasmus+ gefördert wird. Die fünf Hauptziele von L.E.A.D. sind:
1. Verfügbarkeit von Open Access Ressourcen (OER) für die Ausbildung,
2. eine europaweit[21] anerkannte Zertifizierung,
3. ein professionelles Netzwerk,
4. eine Plattform für lebenslanges Lernen und
5. ein kontinuierliches Qualitätsmanagement.[22]

Unter anderem sollen hierfür ein Curriculum für die Ausbildung zum Assistenzhundausbilder, mehrsprachige online-basierte Unterrichtsmaterialien sowie Strukturen für Mentoring, Coaching und Supervision der Assistenzhundausbilder geschaffen werden.
Seit Anfang 2017 arbeitet Pfotenpiloten in sechs Arbeitsgruppen an der Entwicklung eines zukünftigen europäischen Standards CEN/TC 452, „Assistenzhund“. Die Entwicklung des europäischen Standards erfolgt in Kooperation mit europäischen Partnern über die nationalen Normungsgremien. Er entwickelt sich parallel zum davon unabhängigen Berufsverband L.E.A.D. und beeinflusst dessen Standards.

### Politische Arbeit
Gemeinsam mit den Vereinen Deutschem Blinden- und Sehbehindertenverband e. V., Hunde für Handicaps v. V. und Vita e. V. Assistenzhunde unterzeichnete der Verein im Juni 2019 das „Gemeinsame Eckpunktepapier für gesetzliche Regelungen zum Einsatz von Assistenzhunden in der Bundesrepublik Deutschland“, in dem unter Berufung auf die UN-Behindertenrechtskonvention ein Gesetz gefordert wird, das den Einsatz von Assistenzhunden regelt. Der Aufruf wurde von zahlreichen weiteren Verbänden unterzeichnet.
Einzug in den Bundestag erhielt das Thema Assistenzhund u. a. auf Initiative der SPD-Bundestagsfraktion in Form einer Diskussionsveranstaltung am 16. Mai 2019. Gemeinsam mit dem Deutschen Blinden- und Sehbehindertenverband und vielen weiteren Organisationen stellte der Verein den Bedarf nach Qualitätsmanagement sowie Gesetzen und Förderung vor interessierten Bundestagsabgeordneten vor. Durch die Veranstaltung führte Journalistin Dunja Hayali, an der Diskussion beteiligte sich auch der Deutsche Tierschutzbund.

## Aufbau wirksamer Förderstrukturen
Um dem gemeinnützigen Zweck der Förderung des Assistenzhundsektors ganzheitlich und auch zukünftig nachzukommen, wurde am 3. August 2020 die Stiftung Assistenzhund gegründet. Als unabhängige Institution fördert sie die Qualität im wenig regulierten Assistenzhundsektor, unter anderem durch eine objektive Prüfung von Assistenzhundteams. Ergänzende Schwerpunkte sind die Teamevaluierung, Stärkung der Gemeinschaft, Förderung anerkannter Teams sowie der Forschung.
Unterstützt wird die Arbeit dabei von einem Ehrenbeirat, welcher unter anderem aus folgenden Personen besteht: Claudia Schmidtke, Peter Clever, Dr. Henriette Mackensen vom Deutschen Tierschutzbund, Gabriela Spangenberg von Social Impact Berlin, Dr. Bräuer vom Max-Planck-Institut für Menschheitsgeschichte.